# Opatovac (żupania brodzko-posawska)
Opatovac – wieś w Chorwacji, w żupanii brodzko-posawskiej, w gminie Cernik. W 2011 roku liczyła 332 mieszkańców.